# Jean-Pierre Dupoux
Jean-Pierre Dupoux (* 16. August 1991 in Rio de Janeiro) ist ein brasilianisch-französischer Handballspieler, der auf der Position Linksaußen eingesetzt wird.

## Karriere

### Verein
Dupoux, dessen Mutter Brasilianerin und dessen Vater Franzose ist, wurde in Rio de Janeiro geboren. Als er elf Jahre alt war, zog die Familie ins Ausland, über Saudi-Arabien, Marokko und Thailand kam sie nach Frankreich. Mit 14 Jahren ging er mit seinen Freunden zum Handball, mit 16 schloss er sich dem Verein Pontault-Combault Handball an. Mit der Männermannschaft spielte er ab 2010 in der zweiten französischen Liga. 2018 gelang ihm der Aufstieg in die Starligue. Nach einer Saison musste der Verein als Tabellenletzter wieder in die Proligue zurückkehren. In der Saison 2021/22 war der 1,79 m große Flügelspieler mit 231 Toren bester Torschütze der Liga und wurde zum besten Linksaußen der Saison gekürt.

### Nationalmannschaft
In der brasilianischen Nationalmannschaft debütierte Dupoux im Jahr 2022. Obwohl er erst drei Länderspiele bestritten hatte, wurde er in das Aufgebot der Südamerikaner für die Weltmeisterschaft 2023 berufen. Dort war er mit sieben Treffern beim 30:28-Sieg im Vorrundenspiel gegen Kap Verde und mit zehn Toren beim 28:28 im Hauptrundenspiel gegen Portugal bester Werfer seiner Mannschaft. Mit insgesamt 44 Toren war er torgefährlichster Spieler der Brasilianer, die das Turnier nach der Hauptrunde auf dem 17. Platz abschlossen. Bei den Panamerikanischen Spielen 2023 gewann er mit dem Team die Silbermedaille. Bei der Weltmeisterschaft 2025 warf er acht Tore in sechs Spielen und belegte mit dem Team den 7. Platz.